# Circuit Het Nieuwsblad féminin 2018
Pour la course masculine, voir Circuit Het Nieuwsblad 2018.
La 13e édition du Circuit Het Nieuwsblad féminin a eu lieu le 24 février 2018. La course fait partie du calendrier international féminin UCI 2018 en catégorie 1.1. C'est également la première épreuve internationale disputée en Europe pour les féminines et est considérée comme le début de la saison des classiques. La course est remportée par la Danoise Christina Siggaard.

## Présentation

### Parcours
Le départ fictif est donné depuis Gand et celui officiel à Merelbeke, comme les années précédentes. Le final est cependant complément modifié. Il devient identique à celui du Tour des Flandres avant 2012. Le circuit passe ainsi à Brakel avant de se diriger vers Grammont et d'escalader son célèbre mur. Le Bosberg est ensuite passé avant d'arriver à Ninove. Le Molenberg est toujours présent mais placé plus loin de l'arrivée que les années précédentes.
Huit monts sont au programme de cette édition, dont certains recouverts de pavés :
| Mont | Nom             | Km    | Revêtement | Longueur (m) | Pente moyenne | Pente maxi | Km de l'arrivée |
| ---- | --------------- | ----- | ---------- | ------------ | ------------- | ---------- | --------------- |
| 1    | Kattenberg (nl) | 59,8  | asphalte   | 600          | 6,7 %         | 8 %        | 62,4            |
| 2    | Molenberg       | 69,5  | pavé       | 463          | 7 %           | 14,2 %     | 52,7            |
| 3    | Leberg          | 80,4  | asphalte   | 950          | 4,2 %         | 13,8 %     | 41,8            |
| 4    | Berendries      | 84,5  | asphalte   | 940          | 7 %           | 12,3 %     | 37,7            |
| 5    | Valkenberg      | 89,8  | asphalte   | 540          | 8,1 %         | 12,8 %     | 32,4            |
| 6    | Tenbosse        | 96,1  | asphalte   | 450          | 6,9 %         | 8,7 %      | 26,1            |
| 7    | Mur de Grammont | 106,4 | pavés      | 475          | 9,3 %         | 19,8 %     | 15,8            |
| 8    | Bosberg         | 110,3 | pavés      | 980          | 5,8 %         | 11 %       | 11,8            |

En plus des traditionnels monts, il y a trois secteurs pavés répartis sur 91,6 km :
| Secteur | Nom                | Km   | Longueur (m) | Km de l'arrivée |
| ------- | ------------------ | ---- | ------------ | --------------- |
| 1       | Ruitersstraat (nl) | 60,6 | 800          | 61,6            |
| 2       | Jagerij            | 63,3 | 800          | 58,9            |
| 3       | Haaghoek (nl)      | 77,4 | 2 000        | 44,8            |

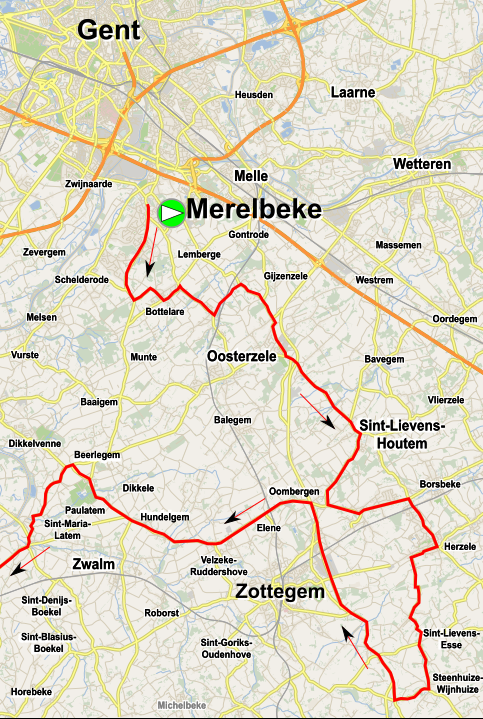
Partie nord de la course : Parcours
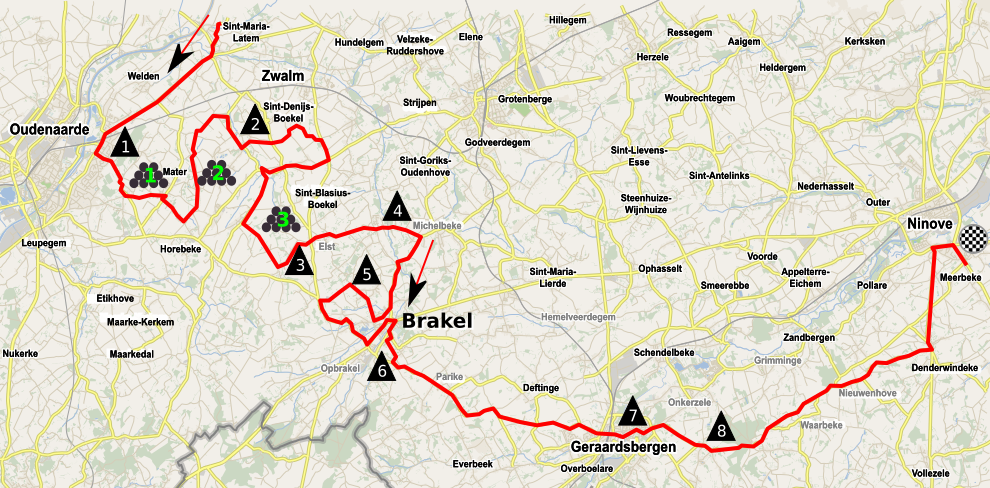
Partie sud de la course : Parcours

### Équipes
Vingt-cinq équipes participent à l'épreuve : 20 professionnelles et 5 amateurs. L'absence la formation Cervélo Bigla est à noter.
| Équipes féminines professionnelles (20)- Alé Cipollini - Aromitalia Vaiano - Boels Dolmans - BTC City Ljubljana - Canyon-SRAM Racing - Cylance - Doltcini-Van Eyck Sport - Experza-Footlogix - FDJ-Nouvelle Aquitaine-Futuroscope - Health Mate-Cyclelive Team - Hitec Products-Birk Sport - Lotto Soudal Ladies - Mitchelton-Scott - Parkhotel Valkenburg-Destil - Sunweb - Valcar PBM - Virtu - WaowDeals - Wiggle High5 - WNT-Rotor Pro Cycling Équipe féminines amateur (5)- Autoglas Wetteren - Isorex - Jos Feron Lady Force - Keukens Redant - Wielerclub de sprinters Malderen |
| |

## Récit de la course
La météo est claire, froide et venteuse. De nombreuses attaquent ponctuent les premiers kilomètres, mais le peloton ne laisse pas partir. Un groupe de huit coureuses obtient un avantage de quinze secondes au kilomètre vingt-et-un, mais est repris peu après. Keira McVitty part au bout de cinquante-neuf kilomètres seule, mais le peloton est vigilant. Au kilomètre quatre-vingt, dans le Leberg, Elisa Longo Borghini,  Amanda Spratt et Chloe Hosking accélèrent mais sont reprises. Malgré de nombreuses tentatives, le peloton est toujours groupé à trente-cinq kilomètres de l'arrivée avec environ soixante-dix coureuses encore en son sein. L'ascension du Berendries permet à un premier groupe de favorites de prendre le large. Il est constitué de : Floortje Mackaij, Danielle Rowe, Elena Cecchini, Elisa Longo Borghini, Amanda Spratt, Chloe Hosking, Polona Batagelj, Christine Majerus et Karol-Ann Canuel. Son avance monte rapidement à la minute, toutes les principales équipes étant présentes. La chasse de la formation Sunweb conduit cependant à un nouveau regroupement à l'entrée de Grammont.Dans le mur, Elisa Longo Borghini, Annemiek van Vleuten et Ellen van Dijk tentent de faire la différence. Chloe Hosking et Coryn Rivera sont également bien placées. Finalement, elles sont vingt-cinq athlètes à l'avant au pied du Bosberg. Ce groupe se joue la victoire au sprint. Les meilleures sprinteuses mondiales en fait partie. Il y a notamment Jolien D'Hoore, Chloe Hosking et Coryn Rivera. Christina Siggaard crée néanmoins la surprise en devançant ces grands noms. Elle devance l'Américaine Alexis Ryan et Maria Giulia Confalonieri,.

## Classements

### Classement final
| \| Classement général \| Classement général \| Classement général \| Classement général \| Classement général \| \| Coureuse \| Coureuse \| Pays \| Équipe \| Temps \| \| ------------------ \| ------------------------- \| ------------------ \| ------------------------- \| ------------------ \| \| 1re \| Christina Siggaard \| Danemark \| Virtu Cycling Women \| 3 h 35 min 20 s \| \| 2e \| Alexis Magner \| États-Unis \| Canyon-SRAM Racing \| + 0 s \| \| 3e \| Maria Giulia Confalonieri \| Italie \| Valcar PBM \| + 0 s \| \| 4e \| Chloe Hosking \| Australie \| Alé Cipollini \| + 0 s \| \| 5e \| Coryn Rivera \| États-Unis \| Sunweb \| + 0 s \| \| 6e \| Nina Kessler \| Pays-Bas \| Hitec Products-Birk Sport \| + 0 s \| \| 7e \| Jeanne Korevaar \| Pays-Bas \| WaowDeals \| + 0 s \| \| 8e \| Jolien D'Hoore \| Belgique \| Mitchelton-Scott \| + 0 s \| \| 9e \| Marta Cavalli \| Italie \| Valcar PBM \| + 0 s \| \| 10e \| Audrey Cordon-Ragot \| France \| Wiggle High5 \| + 0 s \| |                           |            |                           |                 |
| |                           |            |                           |                 |
| Source : ProCyclingStats |                           |            |                           |                 |
| Classement général |                           |            |                           |                 |
| Coureuse | Coureuse                  | Pays       | Équipe                    | Temps           |
| 1re | Christina Siggaard        | Danemark   | Virtu Cycling Women       | 3 h 35 min 20 s |
| 2e | Alexis Magner             | États-Unis | Canyon-SRAM Racing        | + 0 s           |
| 3e | Maria Giulia Confalonieri | Italie     | Valcar PBM                | + 0 s           |
| 4e | Chloe Hosking             | Australie  | Alé Cipollini             | + 0 s           |
| 5e | Coryn Rivera              | États-Unis | Sunweb                    | + 0 s           |
| 6e | Nina Kessler              | Pays-Bas   | Hitec Products-Birk Sport | + 0 s           |
| 7e | Jeanne Korevaar           | Pays-Bas   | WaowDeals                 | + 0 s           |
| 8e | Jolien D'Hoore            | Belgique   | Mitchelton-Scott          | + 0 s           |
| 9e | Marta Cavalli             | Italie     | Valcar PBM                | + 0 s           |
| 10e | Audrey Cordon-Ragot       | France     | Wiggle High5              | + 0 s           |

### Points UCI
| Position           | 1er | 2e | 3e | 4e | 5e | 6e | 7e | 8e | 9e | 10e | 11e | 12e | 13e à 15e | 16e à 25e |
| Classement général | 125 | 85 | 70 | 60 | 50 | 40 | 35 | 30 | 25 | 20  | 15  | 10  | 5         | 3         |

## Liste des participants
| Légende | Légende                                                                    | Légende | Légende                                                    |
| ------- | -------------------------------------------------------------------------- | ------- | ---------------------------------------------------------- |
| Num     | Dossard de départ porté par le coureur sur ces Circuit Het Nieuwsblad      | Pos     | Position à l'arrivée de la course                          |
|         | Indique un maillot de champion national ou mondial, suivi de sa spécialité | NP      | Indique un coureur qui n'a pas pris le départ de la course |
| AB      | Indique un coureur qui n'a pas terminé la course                           | HD      | Indique un coureur qui a terminé la course hors des délais |

| Sunweb SUN                          | Sunweb SUN             | Sunweb SUN |
| ----------------------------------- | ---------------------- | ---------- |
| Num                                 | Coureur                | Pos        |
| 1                                   | Lucinda Brand (NED)    | 34e        |
| 2                                   | Juliette Labous (FRA)  | 58e        |
| 3                                   | Floortje Mackaij (NED) | 32e        |
| 4                                   | Coryn Rivera (USA)     | 5e         |
| 5                                   | Julia Soek (NED )      | 54e        |
| 6                                   | Ellen van Dijk (NED)   | 18e        |
| Directeur sportif : Hans Timmermans |                        |            |

| Boels Dolmans DLT               | Boels Dolmans DLT               | Boels Dolmans DLT |
| ------------------------------- | ------------------------------- | ----------------- |
| Num                             | Coureur                         | Pos               |
| 11                              | Chantal Blaak (NED) (route)     | 15e               |
| 12                              | Jip van den Bos (NED)           | 14e               |
| 13                              | Karol-Ann Canuel (CAN)          | 35e               |
| 14                              | Skylar Schneider (USA)          | 88e               |
| 15                              | Christine Majerus (LUX) (route) | 46e               |
| 16                              | Anna Plichta (POL)              | 53e               |
| Directeur sportif : Bram Sevens |                                 |                   |

| Mitchelton-Scott MTS             | Mitchelton-Scott MTS         | Mitchelton-Scott MTS |
| -------------------------------- | ---------------------------- | -------------------- |
| Num                              | Coureur                      | Pos                  |
| 21                               | Jolien D'Hoore (BEL) (route) | 8e                   |
| 22                               | Annemiek Van Vleuten (NED)   | 36e                  |
| 23                               | Gracie Elvin (AUS)           | 30e                  |
| 24                               | Sarah Roy (AUS)              | 87e                  |
| 25                               | Amanda Spratt (AUS)          | 39e                  |
| 26                               | Jessica Allen (AUS)          | 38e                  |
| Directeur sportif : Martin Vesby |                              |                      |

| Doltcini-Van Eyck Sport DVE                 | Doltcini-Van Eyck Sport DVE | Doltcini-Van Eyck Sport DVE |
| ------------------------------------------- | --------------------------- | --------------------------- |
| Num                                         | Coureur                     | Pos                         |
| 31                                          | Sofie de Vuyst (BEL)        | 20e                         |
| 32                                          | Sarah Inghelbrecht (BEL)    | AB                          |
| 33                                          | Saartje Vandenbroucke (BEL) | AB                          |
| 34                                          | Kim de Baat (BEL)           | AB                          |
| 35                                          | Pascale Jeuland (FRA)       | 75e                         |
| 36                                          | Marion Sicot (FRA)          | 74e                         |
| Directeur sportif : Franky Van Haesebroucke |                             |                             |

| Experza-Footlogix EXP            | Experza-Footlogix EXP     | Experza-Footlogix EXP |
| -------------------------------- | ------------------------- | --------------------- |
| Num                              | Coureur                   | Pos                   |
| 41                               | Thalita de Jong (NED)     | 19e                   |
| 42                               | Trine Holmsgaard (DEN)    | AB                    |
| 43                               | Sara Mustonen (SWE)       | 72e                   |
| 44                               | Lenny Druyts (BEL)        | AB                    |
| 45                               | Axelle Dubau-Prévot (FRA) | AB                    |
| 46                               | Sarah Rijkes (BEL)        | 44e                   |
| Directeur sportif : Davy Wijnant |                           |                       |

| Lotto Soudal LSL                      | Lotto Soudal LSL             | Lotto Soudal LSL |
| ------------------------------------- | ---------------------------- | ---------------- |
| Num                                   | Coureur                      | Pos              |
| 51                                    | Alana Castrique (BEL)        | 80e              |
| 52                                    | Valerie Demey (BEL)          | 12e              |
| 53                                    | Marjolein van't Geloof (NED) | 40e              |
| 54                                    | Isabelle Beckers (BEL)       | 64e              |
| 55                                    | Puck Moonen (NED)            | NP               |
| 56                                    | Chantal Hoffmann (LUX)       | NP               |
| Directeur sportif : Danny Schoonbaert |                              |                  |

| Alé Cipollini ALE                       | Alé Cipollini ALE      | Alé Cipollini ALE |
| --------------------------------------- | ---------------------- | ----------------- |
| Num                                     | Coureur                | Pos               |
| 61                                      | Janneke Ensing (NED)   | 13e               |
| 62                                      | Chloe Hosking (AUS)    | 4e                |
| 63                                      | Romy Kasper (GER)      | 49e               |
| 64                                      | Karlijn Swinkels (NED) | AB                |
| 65                                      | Soraya Paladin (ITA)   | 31e               |
| 66                                      | Anisha Vekemans (BEL)  | AB                |
| Directeur sportif : Fortunato Lacquanti |                        |                   |

| Canyon-SRAM Racing CSR           | Canyon-SRAM Racing CSR   | Canyon-SRAM Racing CSR |
| -------------------------------- | ------------------------ | ---------------------- |
| Num                              | Coureur                  | Pos                    |
| 71                               | Alice Barnes (GBR)       | 51e                    |
| 72                               | Elena Cecchini (ITA)     | 29e                    |
| 73                               | Tiffany Cromwell (AUS )  | 37e                    |
| 74                               | Lisa Klein (GER) (route) | 23e                    |
| 75                               | Alexis Ryan (USA )       | 2e                     |
| 76                               | Trixi Worrack (GER)      | 50e                    |
| Directeur sportif : Barry Austin |                          |                        |

| Cylance CPC                        | Cylance CPC                 | Cylance CPC |
| ---------------------------------- | --------------------------- | ----------- |
| Num                                | Coureur                     | Pos         |
| 81                                 | Sheyla Gutierrez Ruiz (ESP) | AB          |
| 82                                 | Marta Tagliaferro (ITA )    | 73e         |
| 83                                 | Lauren Stephens (USA )      | 17e         |
| 84                                 | Jelena Eric (SRB)           | 45e         |
| 85                                 | Holly Breck (USA )          | AB          |
| 86                                 | Marcella Toldi (BRA )       | AB          |
| Directeur sportif : Manel Lacambra |                             |             |

| FDJ-Nouvelle Aquitaine-Futuroscope FUT | FDJ-Nouvelle Aquitaine-Futuroscope FUT | FDJ-Nouvelle Aquitaine-Futuroscope FUT |
| -------------------------------------- | -------------------------------------- | -------------------------------------- |
| Num                                    | Coureur                                | Pos                                    |
| 91                                     | Roxane Fournier (FRA)                  | 42e                                    |
| 92                                     | Greta Richioud (FRA)                   | 78e                                    |
| 93                                     | Maëlle Grossetête (FRA)                | AB                                     |
| 94                                     | Lauren Kitchen (AUS)                   | NP                                     |
| 96                                     | Moniek Tenniglo (NED)                  | 27e                                    |
| Directeur sportif : Cédric Barre       |                                        |                                        |

| Health Mate-Cyclelive HCT              | Health Mate-Cyclelive HCT    | Health Mate-Cyclelive HCT |
| -------------------------------------- | ---------------------------- | ------------------------- |
| Num                                    | Coureur                      | Pos                       |
| 101                                    | Tara Gins (BEL)              | AB                        |
| 102                                    | Laura Vainionpää (FIN)       | 67e                       |
| 103                                    | Janine van der Meer (NED)    | AB                        |
| 104                                    | Marieke van Witzenburg (NED) | 61e                       |
| 105                                    | Chloe Turblin (FRA)          | AB                        |
| 106                                    | Delphine Brits (BEL)         | AB                        |
| Directeur sportif : Fabio de Pessemier |                              |                           |

| Hitec Products HPU                      | Hitec Products HPU        | Hitec Products HPU |
| --------------------------------------- | ------------------------- | ------------------ |
| Num                                     | Coureur                   | Pos                |
| 111                                     | Julie Solvang (NOR)       | AB                 |
| 112                                     | Nina Kessler (NED)        | 6e                 |
| 113                                     | Vita Heine (NOR) (route)  | 55e                |
| 114                                     | Susanne Andersen (NOR)    | 81e                |
| 115                                     | Thea Thorsen (NOR)        | 76e                |
| 116                                     | Line Marie Gulliken (NOR) | 79e                |
| Directeur sportif : Tone Lima Hatteland |                           |                    |

| Parkhotel Valkenburg-Destil PVD | Parkhotel Valkenburg-Destil PVD | Parkhotel Valkenburg-Destil PVD |
| ------------------------------- | ------------------------------- | ------------------------------- |
| Num                             | Coureur                         | Pos                             |
| 121                             | Anne de Ruiter (NED)            | 59e                             |
| 122                             | Natalie van Gogh (NED)          | 26e                             |
| 123                             | Ilona Hoeskma (NED)             | 86e                             |
| 124                             | Lorena Wiebes (NED)             | 56e                             |
| 125                             | Chanella Stougje (NED)          | 43e                             |
| Directeur sportif : Bart Faes   |                                 |                                 |

| Valcar-PBM VAL                    | Valcar-PBM VAL                  | Valcar-PBM VAL |
| --------------------------------- | ------------------------------- | -------------- |
| Num                               | Coureur                         | Pos            |
| 131                               | Maria Giulia Confalonieri (ITA) | 3e             |
| 132                               | Ilaria Sanguineti (ITA)         | 48e            |
| 133                               | Alegra Arzuffi (ITA)            | 82e            |
| 134                               | Marta Cavalli (ITA)             | 9e             |
| 135                               | Silvia Pollicini (ITA)          | 85e            |
| 136                               | Silvia Persico (ITA)            | 84e            |
| Directeur sportif : Davide Arzeni |                                 |                |

| WaowDeals WAD                         | WaowDeals WAD            | WaowDeals WAD |
| ------------------------------------- | ------------------------ | ------------- |
| Num                                   | Coureur                  | Pos           |
| 141                                   | Jeanne Korevaar (NED)    | 7e            |
| 142                                   | Anouska Koster (NED)     | 33e           |
| 143                                   | Riejanne Markus (NED)    | 28e           |
| 144                                   | Rotem Gafinovitz (ISR)   | 66e           |
| 145                                   | Monique van de Ree (NED) | 70e           |
| 146                                   | Danielle Rowe (GBR)      | 25e           |
| Directeur sportif : Jeroen Blijlevens |                          |               |

| Wiggle High5 WHT                | Wiggle High5 WHT                   | Wiggle High5 WHT |
| ------------------------------- | ---------------------------------- | ---------------- |
| Num                             | Coureur                            | Pos              |
| 151                             | Elisa Longo Borghini (ITA) (route) | 11e              |
| 152                             | Audrey Cordon (FRA)                | 10e              |
| 153                             | Grace Garner (GBR)                 | AB               |
| 154                             | Julie Leth (DEN)                   | 16e              |
| 155                             | Lucy Garner (GBR)                  | 47e              |
| 156                             | Martina Ritter (AUT) (route)       | 22e              |
| Directeur sportif : Allan Davis |                                    |                  |

| BTC City Ljubljana BTC           | BTC City Ljubljana BTC         | BTC City Ljubljana BTC |
| -------------------------------- | ------------------------------ | ---------------------- |
| Num                              | Coureur                        | Pos                    |
| 161                              | Eugenia Bujak (POL)            | 52e                    |
| 162                              | Polona Batagelj (SLO) (route)  | 24e                    |
| 163                              | Ursa Pintar (SLO)              | 21e                    |
| 164                              | Urška Žigart (SLO)             | 83e                    |
| 165                              | Maaike Boogaard (NED)          | 57e                    |
| 166                              | Olena Pavlukhina (AZE) (route) | AB                     |
| Directeur sportif : Gorazd Penko |                                |                        |

| Virtu TVC                        | Virtu TVC                  | Virtu TVC |
| -------------------------------- | -------------------------- | --------- |
| Num                              | Coureur                    | Pos       |
| 171                              | Claudia Koster (NED)       | AB        |
| 172                              | Christina Siggaard (DEN)   | 1re       |
| 173                              | Emilie Moberg (NOR)        | 69e       |
| 174                              | Louise Norman Hansen (DEN) | 77e       |
| 175                              | Mieke Kröger (GER)         | 41e       |
| 176                              | Sara Penton (SWE)          | 68e       |
| Directeur sportif : Carmen Small |                            |           |

| Isorex                                 | Isorex                     | Isorex |
| -------------------------------------- | -------------------------- | ------ |
| Num                                    | Coureur                    | Pos    |
| 181                                    | Chayenne Vranken (BEL)     | AB     |
| 182                                    | Quinty van de Guchte (NED) | AB     |
| 183                                    | Antonia Grondahl (FIN)     | AB     |
| 184                                    | Keira McVitty (GBR)        | AB     |
| 185                                    | Alicia Helderweirt (BEL)   | AB     |
| 186                                    | Mieke Leeman (BEL)         | AB     |
| Directeur sportif : Fabian Helderweirt |                            |        |

| Jos Feron Ladies Force               | Jos Feron Ladies Force  | Jos Feron Ladies Force |
| ------------------------------------ | ----------------------- | ---------------------- |
| Num                                  | Coureur                 | Pos                    |
| 191                                  | Kaat Hannes (BEL)       | 63e                    |
| 192                                  | Arianne Pruijsser (NED) | AB                     |
| 193                                  | Caren Commissaris (BEL) | AB                     |
| 194                                  | Alexandra Nessmar (SWE) | AB                     |
| 195                                  | Frida Knutsson (SWE)    | AB                     |
| 196                                  | Kirsten Peetoom (NED)   | 62e                    |
| Directeur sportif : Gerrie Sijnesael |                         |                        |

| Keukens Redant                     | Keukens Redant       | Keukens Redant |
| ---------------------------------- | -------------------- | -------------- |
| Num                                | Coureur              | Pos            |
| 202                                | Vibeke Dybwad (NOR)  | AB             |
| 203                                | Malin Eriksen (NOR)  | AB             |
| 204                                | Lone Meertens (BEL)  | 60e            |
| 205                                | Lensy Debboudt (BEL) | AB             |
| 206                                | Evy Roelen (BEL)     | AB             |
| Directeur sportif : Andy de Decker |                      |                |

| Autoglas Wetteren               | Autoglas Wetteren       | Autoglas Wetteren |
| ------------------------------- | ----------------------- | ----------------- |
| Num                             | Coureur                 | Pos               |
| 211                             | Stine Borgli (NOR)      | 71e               |
| 212                             | Kim Kohlmeyer (GER)     | AB                |
| 213                             | Lara Defour (BEL)       | AB                |
| 214                             | Kim Van den Steen (BEL) | AB                |
| 215                             | Fien Delbaere (BEL)     | 65e               |
| 216                             | Sarah Borremans (BEL)   | AB                |
| Directeur sportif : Jos Coolens |                         |                   |

| Equano-Wase Zon                       | Equano-Wase Zon         | Equano-Wase Zon |
| ------------------------------------- | ----------------------- | --------------- |
| Num                                   | Coureur                 | Pos             |
| 221                                   | Martine Fon (NOR)       | AB              |
| 222                                   | Nancy Wittock (BEL)     | AB              |
| 223                                   | Gaia Tortolina (ITA)    | AB              |
| 224                                   | Naika Deneef (BEL)      | AB              |
| 225                                   | Soetkin Vertenten (BEL) | AB              |
| 226                                   | Therese Belfors (SWE)   | AB              |
| Directeur sportif : Nico van Gijsegem |                         |                 |

| Wielerclub de sprinters Malderen | Wielerclub de sprinters Malderen | Wielerclub de sprinters Malderen |
| -------------------------------- | -------------------------------- | -------------------------------- |
| Num                              | Coureur                          | Pos                              |
| 231                              | Laura Van Geyt (BEL)             | AB                               |
| 232                              | Lisa Vermeire (BEL)              | AB                               |
| 234                              | Karolina Perekitko (POL)         | AB                               |
| 235                              | Maxime Roes (BEL)                | AB                               |
| 236                              | Shana van Glabeke (BEL)          | AB                               |
| Directeur sportif : Ilse Fiers   |                                  |                                  |

Source.

## Organisation
Flanders Classics organise la course. Elle est dirigée par Geert Stevens, Joerie Devreese, Wim Van Herreweghe, Nicolas Denys,  Maja Leye et Femke Moerman. Jo Gosseye est le directeur de course.

## Prix
Les prix suivants sont distribués :
| Position | 1er   | 2e    | 3e    | 4e    | 5e    | 6e    | 7e    | 8e    | 9e    | 10e  |
| Prix     | 380 € | 330 € | 270 € | 170 € | 150 € | 140 € | 130 € | 120 € | 110 € | 60 € |

Les coureuses placées de la 11e à la 20e place  repartent avec 60 €.